# Lo Morant
Lo Morant-Benissaudet és un barri de la ciutat d'Alacant. Segons el cens de l'any 2008, compta amb un total de 4.953 habitants (2.374 homes i 2.579 dones). Està delimitat pels barris de la Mare de Déu del Remei al nord, Altossano-Comte Lumiares al sud, els Àngels a l'oest, i la Mare de Déu del Carme i les Quatre-centes Vivendes a l'est. El seu codi postal és el 03005.